# Тадесе Тола
Тадесе Тола — эфиопский легкоатлет, который специализируется в марафоне. Бронзовый призёр чемпионата мира 2013 года в Москве.
Впервые на международной арене заявил о себе в 2006 году, когда на чемпионате мира по кроссу занял 10-е место в индивидуальной гонке и 3-е место в командном первенстве, а на чемпионате мира по полумарафону занял 7-е место. Также занял 5-е место на чемпионате Африки в беге на 10 000 метров. На чемпионате мира 2007 года занял 13-е место на дистанции 10 000 метров. Второе место на всеафриканских играх 2007 года в беге на 10 000 метров. Выиграл кроссовый пробег Cross Internacional de Venta de Baños в 2007 году. В 2008 году стал победителем 7-и мильного пробега Falmouth Road Race.
Дебютировал на марафонской дистанции в 2009 году. На Чикагском марафоне 2009 года занял 10-е место, показав результат 2:15.48. На чемпионате мира по кроссу 2009 года занял 17- место в индивидуальной гонке и 2 место в командном первенстве. В 2011 году занял 4-е место на Эйндховенском марафоне с результатом 2:07.13. На Дубайском марафоне 2013 года занял 3-е место с личным рекордом — 2:04.49.
20 октября 2013 года выиграл Пекинский марафон — 2:07.16.

## Достижения
- Победитель Нью-Йоркского полумарафона 2008 года — 1:00.58
- Победитель 10-и километрового пробега San Silvestre Vallecana
- Победитель Нью-Йоркского полумарафона 2009 года — 1:01.06
- Победитель Парижского марафона 2010 года — 2:06.41
- 2-е место на Рас-эль-Хаймском полумарафоне 2010 года — 59.49
- Победитель Португальского полумарафона 2010 года — 1:01.05
- 2-е место на Франкфуртском марафоне 2010 года — 2:06.31
- 5-е место на Дубайском марафоне 2012 года — 2:05.10
- 2014:  Токийский марафон — 2:05.57

Сезон 2015 года
3 января занял 5-е место на Сямыньском марафоне с результатом 2:10.30.